# Юля-Вуоттоярви
Ю́ля-Ву́оттоя́рви (фин. Ylä Vuottojärvi) — озеро на территории Поросозерского сельского поселения Суоярвского района Республики Карелия.

## Общие сведения
Площадь озера — 5,7 км², площадь бассейна — 108 км². Располагается на высоте 169,5 метров над уровнем моря.
Озеро имеет немного продолговатую форму, вытянуто с юго-востока на северо-запад. Берега каменисто-песчаные, частично заболоченные.
Через озеро протекает река Вуоттойоки, втекая в него с север из озера Ретаярви и вытекая на юго-западе в сторону озера Вуоттоярви.
С южной стороны в озеро втекает безымянный ручей, текущий из ламбин Суоламмет (фин. Suolammet), Йоутсенлампи (фин. Joutsenlampi) и ещё нескольких безымянных. С юго-востока в озеро также впадает безымянный ручей().
В центре озера расположена группа островов Рурникка (фин. Rutnikka). Также в южной части озера расположен достаточно крупный безымянный остров.
Код водного объекта в государственном водном реестре — 01050000111102000011417.